# 탤런트 에이전트
탤런트 에이전트(Talent agent), 또는 탤런트 대리인, 탤런트 대행인 주로 영화에서 배우와 감독의 권리를 대행하는 인물이다. 에이전트는 클라이언트를 위해 일을 찾고, 금전적 계약을 맺는다. 그 대가로 수수료 몇 %를 받는다. 이 수수료는 유니온 (배우 조합에 가입한 프로젝트)일 경우 10%, 그 이외의 일에서는 20%가 시세이다. 클라이언트는 수수료 계약을 맺고, 클라이언트의 개런티가 고액수록 에이전트의 수입도 상승하기 때문에 개런티 협상에 힘을 쏟는다. 그 결과, 개런티가 상승한다. 최근 미국 영화의 극단적인 개런티 상승의 원인이 된다.
에이전트가 반드시 필요한 것은 아니지만 아티스트가 일자리를 구하는 데 도움이 된다(콘서트, 투어, 영화 대본, 출연, 계약, 스포츠 팀 등). 캐스팅 디렉터나 기타 기업에서는 자신이 원하는 아티스트를 찾기 위해 연예 기획사를 찾는 경우가 많다. 에이전트는 스타 수입의 일정 비율(일반적으로 10%)을 받는다. 따라서 에이전트를 "10%"라고도 한다. 다양한 규정이 다양한 유형의 대리인에 적용된다. 대리인이 사업을 수행하는 법적 관할권과 예술가 노동조합이 규칙을 정한다. 전문 탤런트 에이전시 협회도 있다.
탤런트 에이전트(아티스트 매니저)는 고객의 경력에 대한 게이트키퍼(gatekeeper)로 간주된다. 이들은 고객의 이미지를 재구성하고 재구성하는 능력을 가지고 있다. 이들은 딜메이커로서 엔터테인먼트 및 이벤트 산업, 특히 할리우드 엔터테인먼트 산업 내에서 거래를 조율하여 고객을 지원한다.
미국 캘리포니아주에서는 탤런트 에이전시가 수익성이 좋은 계약을 맺고 있기 때문에 에이전시는 에이전트를 "조달, 제공, 약속 또는 시도에 종사하는 개인 또는 기업"으로 정의하는 캘리포니아 노동법의 특별 조항에 따라 예술가 또는 예술가의 고용을 확보하기 위해 허가를 받아야 한다.